# Kỳ lân

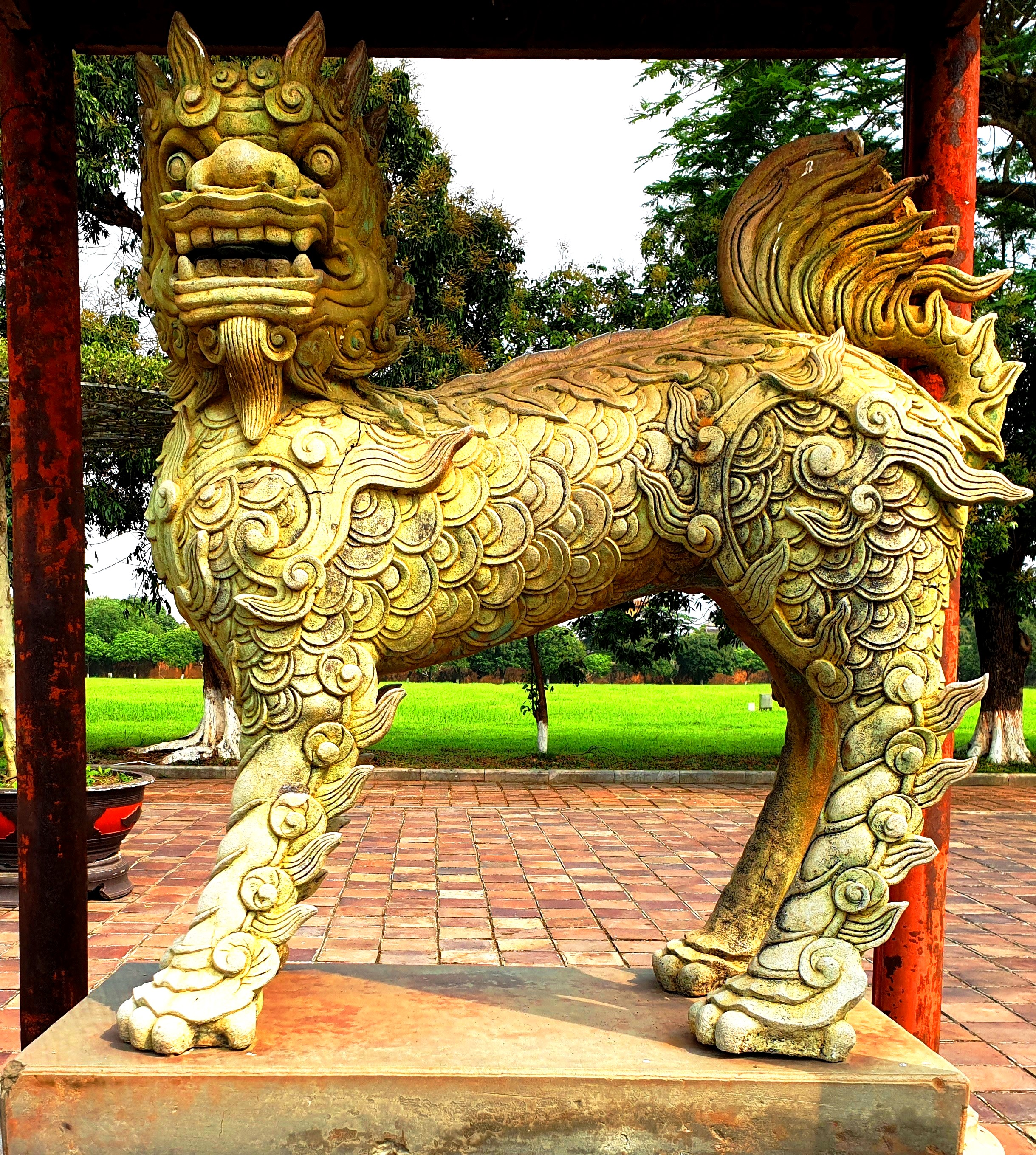
Tượng kỳ lân trong tại Hoàng thành Huế

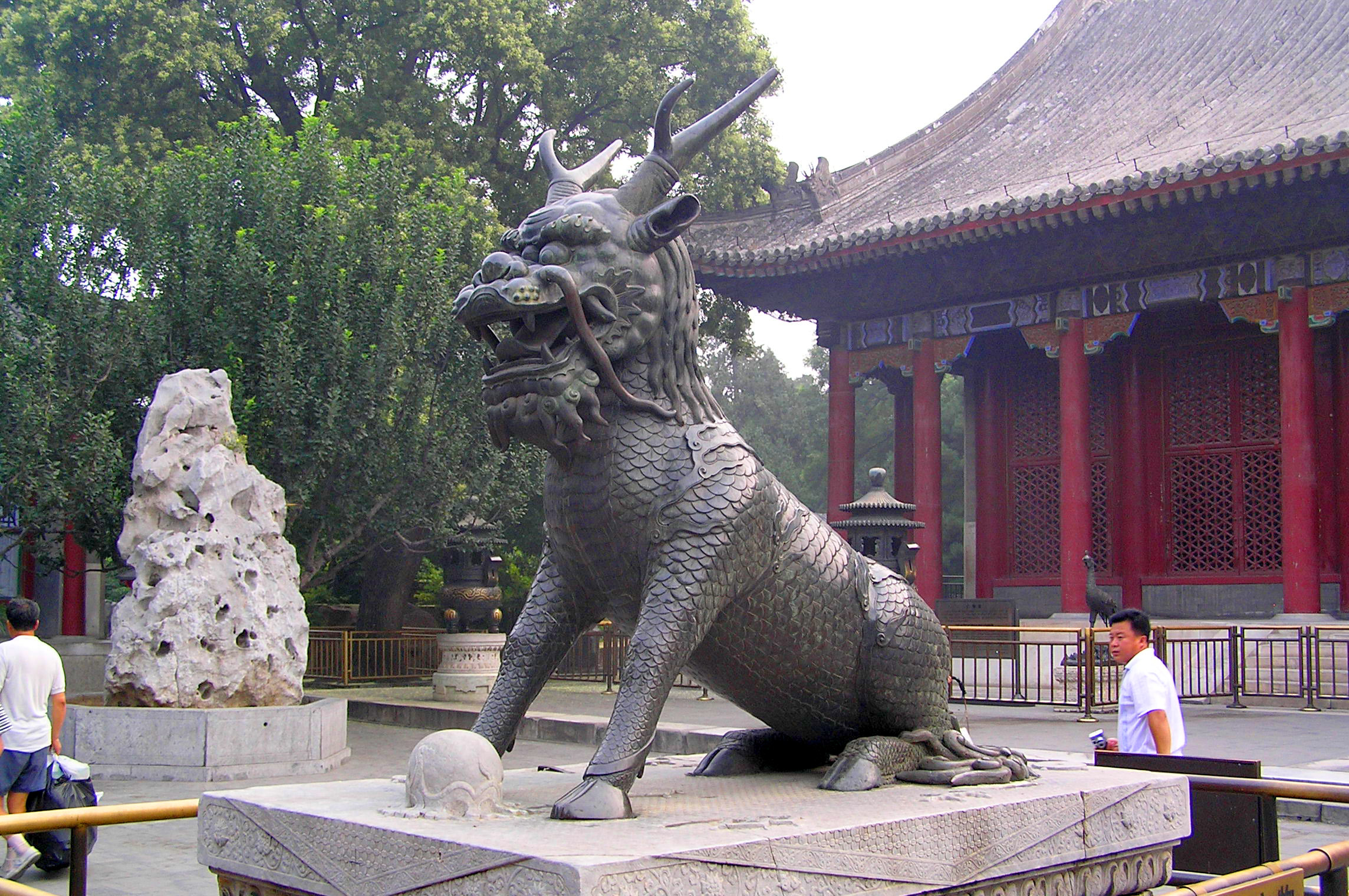
Tượng một con kỳ lân tại Bắc Kinh, Trung Quốc

Kỳ lân (麒麟, bính âm: qílín) hay còn gọi là lân, li, là một trong bốn linh vật của tứ linh theo tín ngưỡng dân gian Á Đông như tại Việt Nam, Nhật Bản, Trung Quốc, Triều Tiên... Trong truyền thuyết của Trung Quốc thì Kỳ Lân được xem là đã trở nên giống như một con hổ sau khi sự biến mất của chúng trong thực tế và được cách điệu theo kiểu hươu cao cổ trong triều đại nhà Minh.

## Mô tả

### Lân
Lân đầu nửa rồng nửa thú, đôi khi chỉ có một sừng, do không húc ai bao giờ nên sừng này là hiện thân của từ tâm. Phần nhiều lân có sừng nai, tai chó, trán lạc đà, mắt quỷ, mũi sư tử, miệng rộng, thân ngựa, chân hươu, đuôi bò. Thực ra trong tạo hình của người Việt chúng ta khác tưởng tượng này, Điều có thể nhận ngay ra rằng khi nhìn vào hình tượng Kỳ Lân Việt Nam có chút khác so với Kỳ Lân Trung Quốc ở chỗ Kỳ Lân Việt Nam có đôi mắt to, mũi to, mõm ngắn đặc biệt phần đuôi xù ra hoặc rẽ quạt toát lên vẻ ngoài thân quen, vui vẻ, thân thiện hoạt bát dễ gần không ù lì, chễm chệ, dọa nạt như Kỳ Lân Trung Hoa.
Chúng thường được thể hiện trong tư cách đội tòa sen, làm chỗ dựa cho Văn Thù bồ tát hay các Hộ pháp, và nhiều khi ngồi trên đầu cột cổng hay xuất hiện trên mái nhà. Trong những tư cách này chúng xuất hiện cho sức mạnh của linh vật tầng trên, cho trí tuệ và như thể chúng có khả năng kiểm soát tâm hồn những người hành hương. Kỳ lân Việt Nam nó cũng không ăn thịt hay làm hại bất kỳ con vật nào và không bao giờ uống nước bẩn.
Trong không gian kiến trúc của người Việt, có khi kỳ lân được bài trí thành từng cặp, đứng chầu trước cung điện của vua, đầu hướng về phía cung điện nhằm biểu hiện lòng trung thành; có khi kỳ lân được bài trí ở trước điện thờ, đền miếu, mặt hướng ra bên ngoài, biểu tượng cho sự tôn nghiêm, kính cẩn. Kỳ lân còn biểu hiện cho uy quyền của nhà vua, vì thế trên ngai vua triều Nguyễn có đôi kỳ lân dùng làm chỗ đặt chân của nhà vua. Kỳ lân còn là linh vật biểu trưng cho thái tử trong mối quan hệ: rồng (nhà vua) - kỳ lân (thái tử) - phượng hoàng (hoàng hậu).

## Hóa thân

### Long mã

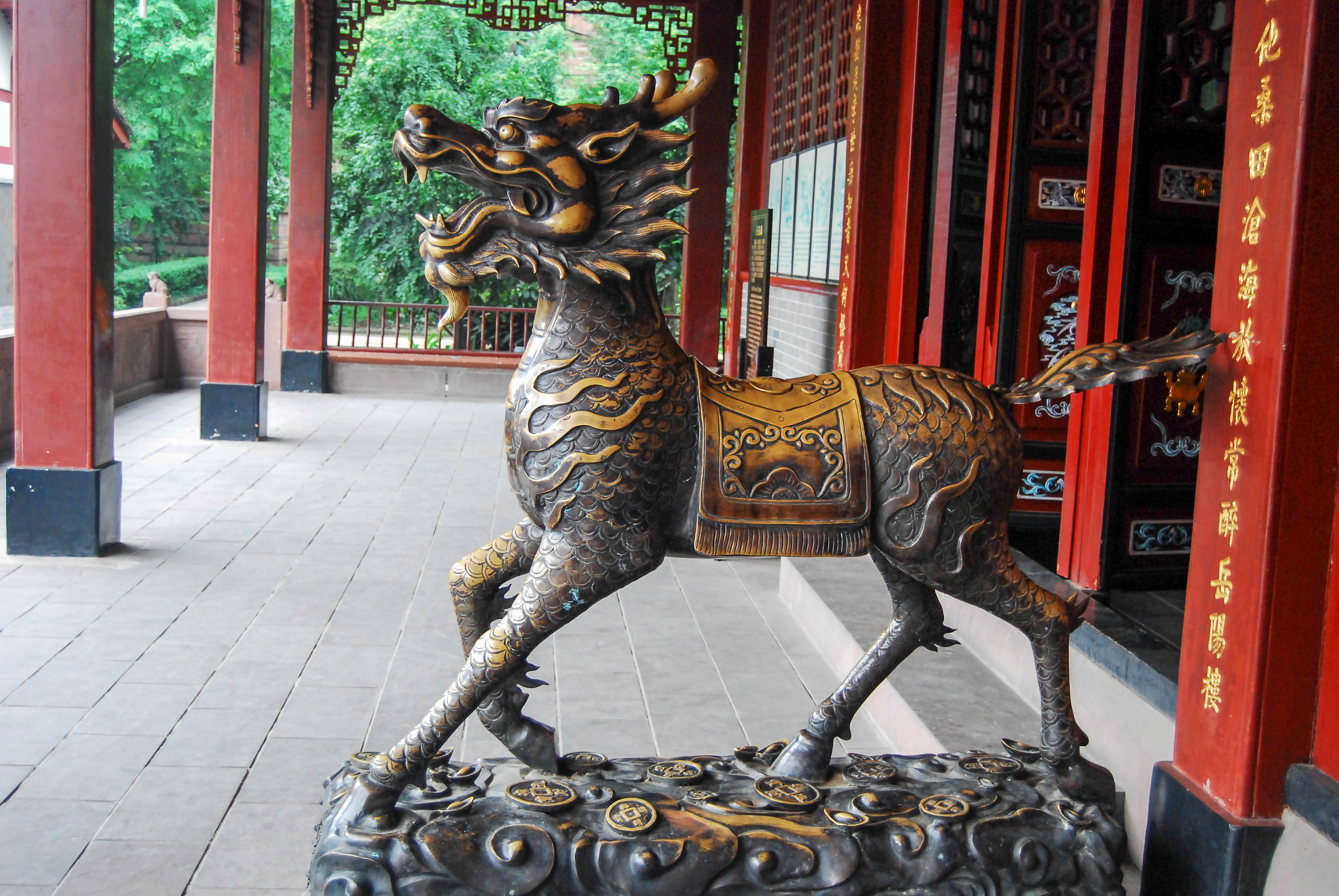
Long mã

Long Mã là hóa thân của kỳ lân, là sự kết hợp đặc biệt giữa rồng, lân và ngựa. Đó là một linh vật có sừng và bờm của rồng, mình của con hươu xạ, thân có vảy của kỳ lân, chân và móng của ngựa; "cao 8 thước 5 tấc, xương cổ dài, cánh bên phải nhúng xuống nước mà không ướt, trên có thánh nhân để bức cổ đồ". Ở Huế, Việt Nam hình ảnh long mã xuất hiện nhiều nhất là trên các bức bình phong, một "sản phẩm đặc trưng" của xứ Huế. Đó là hình ảnh con long mã lưng mang Hà đồ, chân lướt trên sóng nước, đầu vươn tới các tầng mây.
Long mã cũng xuất hiện trên các cung môn, miếu môn trong hoàng cung triều Nguyễn và thường đi kèm với các linh vật khác như: rùa, kỳ lân hay chim phượng. Ở Trung Hoa thường được thể hiện chạy trên sóng nước (lấy từ tích Vua Vũ trị thủy). Người ta thường hiểu rằng: long là rồng, rồng thì bay lên, nghĩa là tung, tượng trưng cho kinh tuyến, thời gian - mã là ngựa, chạy ngang, là hoành, tượng trưng cho vĩ tuyến, không gian. Như vậy long mã tượng trưng cho sự tung hoành của nam nhi, cho thời gian và không gian, long mã chạy là biểu hiện cho vũ trụ vận động, đồng thời tượng trưng cho thánh nhân.

### Nghê

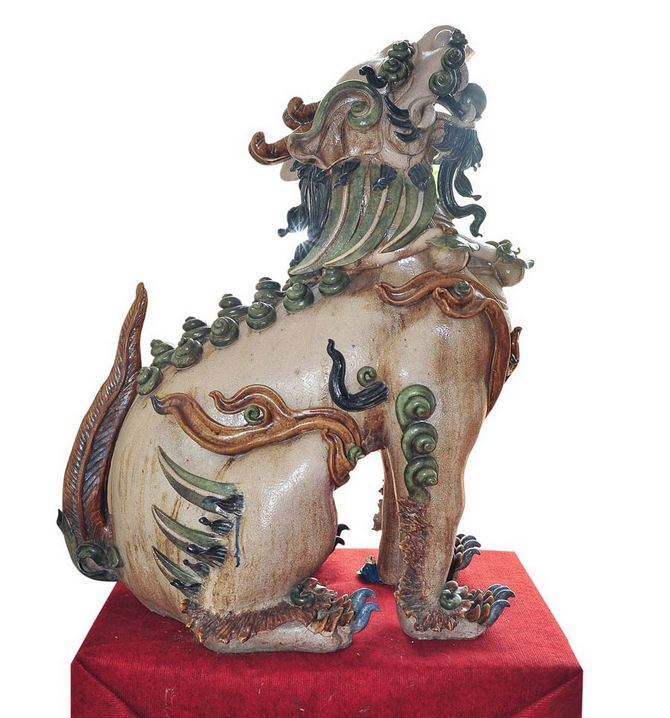
Nghê đại cổ, làng gốm sứ Thanh Hải, Việt Nam. Con nghê đại cổ thường đặt ở các công trình lớn như đình, chùa

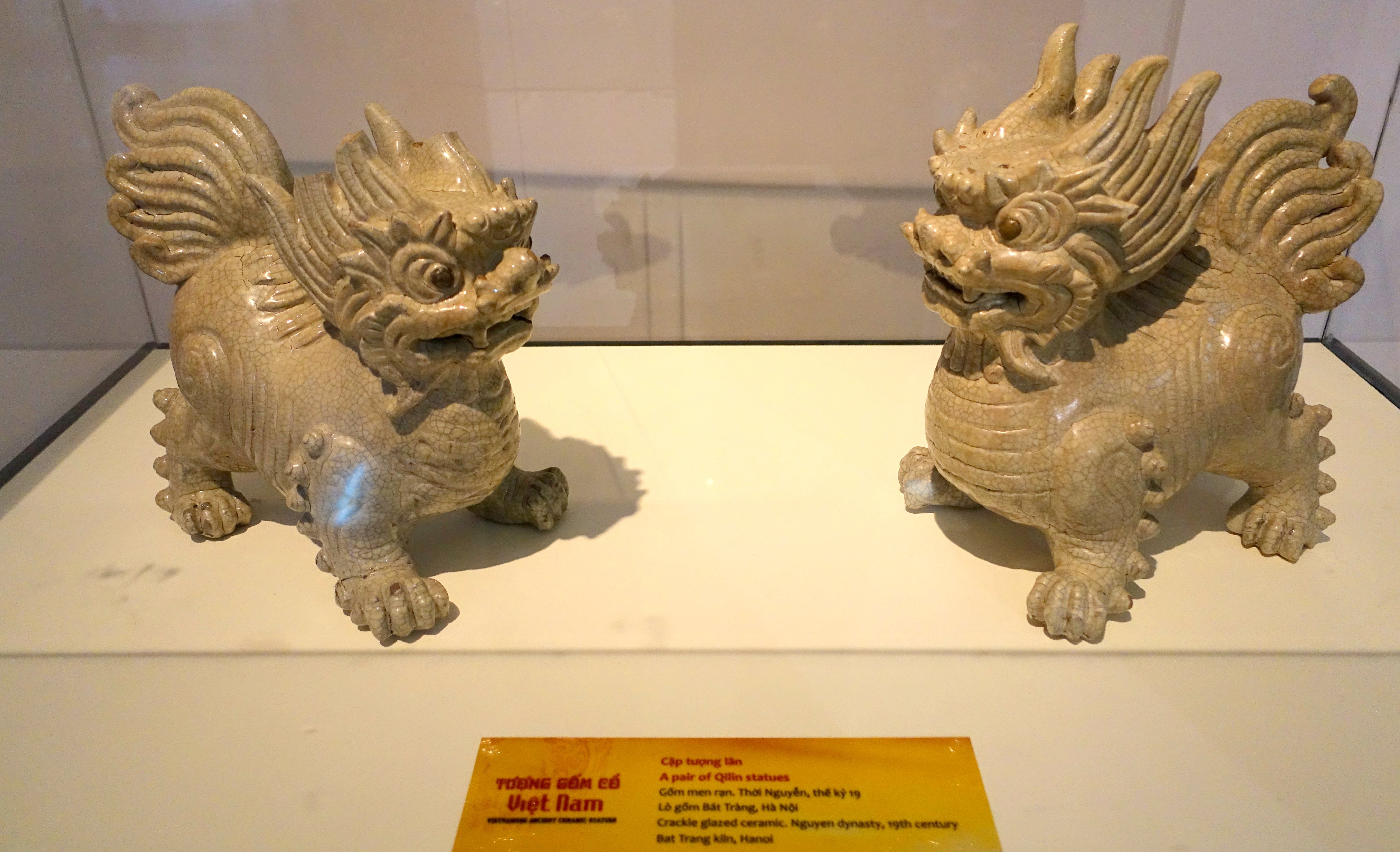
Kỳ lân Việt Nam, bảo tàng quốc gia Hà Nội.

Con Nghê là linh vật bản địa hóa Kỳ Lân do người Việt sáng tạo ra, khác hẳn với kỳ lân hay sư tử. Nghê là hóa thân của sư tử, theo phong cách của người Việt Nam. Là con vật canh giữ về mặt tinh thần, chống lại các thứ tà ma, ác quỷ. Phật giáo có hình tượng "Phật sư", nghĩa là con sư tử nhà Phật. Mang tính Phật, nó bớt đi những điều hung dữ, lược bỏ yếu tố mãnh thú, trở thành linh sủng của nước Phật. Con nghê người Việt mang âm hưởng Ấn Độ, Phật giáo. So sánh với con sư tử Thái, Lào thì gần, nhưng so với sư tử đá Trung Quốc thì khác. Sư tử Trung Quốc theo hướng mãnh thú, dã thú còn nghê thì có yếu tố linh thú, có sự linh thiêng.
Ở làng quê miền Bắc Việt Nam, trước cổng làng bao giờ cũng có một con Nghê đá lớn để bảo vệ cả làng, trước cổng đình bao giờ cũng có Nghê đá, và trước cổng mỗi nhà thường có chó đá nhỏ bé ngồi trước canh giữ cho gia chủ. Thời Đông Sơn đã có nghê trên đèn. Trước đây người ta gọi nó là con "tịch tà", trừ điều xấu. Nó là hiện thân của sư tử thiêng, ánh sáng, phát tỏa tiêu ma, tà khí. Con nghê đội đèn có trong đồ đồng Đông Sơn muộn. Cấp độ xuất hiện con nghê ngày càng dày đặc.
Ngai vàng thời Nguyễn đều có đôi nghê chầu dưới. Nghê là sư tử thiêng. Thời Nguyễn, hai hình thái phổ biến, thiết đình ở điện Thái Hòa vẫn còn hình con nghê. Điều này khẳng định vị thế tối cao của nghê trong xã hội bấy giờ.Nghê không chỉ xuất hiện trong các làng quê Bắc Bộ mà còn hiện diện trong các kiến trúc cung đình ở Huế. Trước cửa Hiển Nhơn và trước Miếu Môn Thế Tổ Miếu trong Hoàng Thành Huế có hai đôi nghê đá đứng chầu. Khác với hình tượng các con nghê ở đồng bằng Bắc Bộ, hai đôi nghê ở Huế đã được "cung đình hóa" với các chi tiết chạm trổ cầu kỳ, tạo thành các chòm lông xoắn ở đầu, mang tai và đuôi, xen kẽ các đao lửa ở 4 chân và sống lưng.

## Văn hóa
- Ngọc Kỳ Lân là biệt hiệu của Lư Tuấn Nghĩa trong tác phẩm Thủy hử truyện